# Podomyrma vidua
Podomyrma vidua é uma espécie de formiga do gênero Podomyrma, pertencente à subfamília Myrmicinae.